# الجليلة بنت مرة
الجليلة بنت مُرَّة بن ذُهْل بن شيبان البكرية (غير معروف -80 ق.هـ/540 م)؛  شاعرة عربية فصيحة، من ذوات الشأن في الجاهلية، وهي أخت جساس وزوجة كُليب، فلما قتل أخوها زوجها، انصرفت إلى منازل قومها، فبلغها أن أختًا لكليب قالت بعد رحيلها: «رَحلة المعتدي وفراق الشامت»، فقالت: «أسعد الله جدّ أختي أفلا قالت: نضرة الحياء وخوف الاعتداء»، ثم أنشدت قصيدتها المشهورة التي جاء في مطلعها:

## الوفاة
بقيت الجليلة في بيت أخيها إلى أن قُتل وتنقلت مع بني شيبان قومها مدة حروبهم إلى أن توفيت نحو 540 م.

## التأثير
جائت الجليلة في قصيدة أمل دنقل المشهورة «لا تصالح»: